# 吉田清風 (子爵)
吉田 清風（よしだ きよかぜ、1879年（明治12年）5月7日 - 1937年（昭和12年）11月27日）は、明治から昭和期の政治家、華族。貴族院子爵議員。

## 経歴
東京府で外交官・吉田清成の長男として生まれる。父の死去に伴い、1891年8月20日、子爵を襲爵した。
学習院高等科を経て、東京帝国大学法科大学法律学科（独法）を修了。1911年（明治44年）7月10日、貴族院子爵議員に選出され、研究会に所属して活動し、死去するまで4期在任した。

## 親族
- 母：貞子（志村智常二女）[1][4]
- 妻：八重子（山崎直胤三女）[1]
- 長男：清重（子爵）[1]
- 姉：文（三井武之助夫人）[1]
- 弟：井上清純（海軍大佐、貴族院男爵議員、井上良智養子）[1]